# سیارک ۳۰۳۴
سیارک ۳۰۳۴ (به انگلیسی: 3034 Climenhaga، نامگذاری:A917SE) سه هزار و سی و چهارمین سیارک کشف شده‌است که در ۲۴ سپتامبر ۱۹۱۷ و در هایدلبرگ کشف شد.
قدر مطلق سیارک برابر ۱۲٫۳۰ است.